# Colonia Bellavista
Colonia Bellavista är en ort i Mexiko, tillhörande kommunen Almoloya de Juárez i den västra delen av delstaten Mexiko, i den centrala delen av landet. Orten hade 1 289 invånare vid folkräkningen 2010.